# Degredo
Degredo é uma condenação ao exílio, praticada no Império Português sobretudo entre os séculos XV e XVIII, mas que durou até meados do século XX. Os degredados podiam ter origem criminosa, política ou religiosa. Estima-se que cerca de cem prisioneiros fossem enviados para o degredo anualmente, num total de cerca de 42 500 exilados entre 1550-1720, com um aumento significativo depois de 1720.

## Etimologia
O termo degredado, (etimologicamente 'decretado', do Latim decretum) é um termo tradicional legal português usado para se referir a qualquer um que estava sujeito a restrições legais ao seu movimento, fala ou de trabalho. Exílio é uma das várias formas de pena legal. Mas com o desenvolvimento do sistema português de transporte penal, o termo degredado  tornou-se sinónimo de um condenado ao exílio, em si referido como degredo.

## O degredo no Império Colonial Português
A maioria dos degredados eram criminosos comuns, embora muitos fossem presos políticos ou religiosos (por exemplo Cristãos-Novos), a quem tinham sido condenados a ser exilados do Reino de Portugal. A sentença nem sempre era directa, muitos eram condenados a penas longas de prisão (por vezes a morte), mas era tomada a opção de terem sentenças comutadas para um curto período de exílio no exterior, ao serviço da coroa.
Os degredados desempenharam um papel importante na era dos Descobrimentos Portugueses e tiveram de uma grande importância no estabelecimento de colónias portuguesas na Ásia, África e América do Sul.
Nos primeiros anos das descobertas portuguesas, e de construção do império, séculos XV e XVI, os navios levavam um pequeno número de degredados, para auxiliar em tarefas consideradas demasiado perigosas ou onerosas para tripulantes comuns. Por exemplo, ao atingir uma praia desconhecida, um degredado ou dois eram geralmente desembarcados primeiro para testar se os habitantes indígenas eram hostis. Após o contacto inicial era muitas vezes atribuído a função de passar as noites na cidade ou aldeia nativa (enquanto o resto da tripulação dormia a bordo dos navios), para construir relações de confiança e colectar informações. Quando as relações se tornavam hostis, os degredados eram encarregados de negociar os termos de paz entre os navios e os governantes locais.
Eventualmente, a maioria dos degredados eram deixados em uma colónia ou (especialmente nos primeiros anos), ou abandonados em uma praia desconhecida, onde permaneciam durante a duração da sua pena. A muitos foram dadas instruções específicas em nome da coroa, e se eles cumprissem bem, podiam ganhar a comutação ou indulto. Instruções comuns incluíam ajudar a estabelecer pontos de aguada e armazéns, servir como trabalhadores de uma nova colónia, ou guarnecer um forte. Os degradados abandonados em costas desconhecidas (conhecidos como lançados, literalmente "os lançados" ou "os atirados") muitas vezes eram instruídos para realizar trabalhos exploratórios no interior, em busca de cidades, fazendo contacto com os povos desconhecidos. Alguns degredados alcançaram fama como exploradores do interior, tornando seu nome quase tão famoso como os navegadores, descobridores e capitães (por exemplo, António Fernandes).
Enquanto muitos degredados tiveram um desempenho suficiente para ter sua pena reduzida ou perdoada como recompensa, provavelmente muitos apenas ignoraram os termos de seu exílio. Alguns fugiam dos navios durante a viagem, geralmente em portos relativamente seguros, em vez de deixarem-se ficar em algum lugar distante e perigoso. Outros entraram furtivamente em navios de regresso a Portugal (ou algum outro país europeu). Alguns fugiram e formaram colónias de degredados sem lei, longe da supervisão de funcionários da coroa. Outros tornaram-se nativos, construíram uma nova vida com os habitantes locais, abandonando o seu passado por completo (por exemplo, o "Bacharel de Cananeia", Cosme Fernandes no Brasil).
Nos séculos XVI e XVII os degredados formaram uma parte substancial dos colonos no início de Império Português. As cidades enclaves de Marrocos, as ilhas do Atlântico, Açores, Madeira e São Tomé e Príncipe,  e as mais distantes colónias africanas como Angola, Benguela e Moçambique, foram significativamente povoadas por degredados. Muitas das colónias originais brasileiras também foram originalmente fundadas com colonos degredados, por exemplo, Vasco Fernandes Coutinho em 1536 transportou cerca de 70 degredados para fundar Espírito Santo; o Governador-geral Tomé de Sousa levou cerca de 400 a 600 degredados para estabelecer Salvador, a capital original do Brasil Colonial, em 1549.

## Degredados famosos
- João Nunes, um Cristão-Novo degredado, levado por Vasco da Gama na primeira expedição à Índia. Como tinha conhecimento rudimentar do hebraico e árabe, Nunes foi o primeiro a desembarcar em Calecute, na Índia, e é Nunes (não Gama) que proferiu a famosa frase "Nós viemos buscar os cristãos e as especiarias". [6]
- Luís de Moura, um degredado levado por Pedro Álvares Cabral na  segunda armada enviada à Índia em 1500. Deixado na África Oriental, Moura serviria por muitos anos como agente comercial e representante de Portugal junto do Sultão de Melinde, um importante aliado de Portugal na África Oriental.
- António Fernandes - um carpinteiro foi exilado em Sofala em 1500 ou 1505; Fernandes realizou uma série de viagens de exploração terrestre, entre 1512 e 1515, 300 quilômetros para o interior, atingindo para as terras do Monomatapa e Matabeleland.
- Bacharel da Cananeia, um misterioso cristão-novo degredado, conhecido simplesmente como "O Bacharel"[7] Abandonado na costa do sul do Brasil em 1502, ele passou a ser um chefe maior dos índios Carijó em torno de Cananeia. Em 1533, o "Bacharel"  liderou um ataque para saquear e destruir a colónia portuguesa de São Vicente.
- João Ramalho ou foi degredado ou um náufrago, que foi deixado no sul do Brasil cerca de 1511. Ramalho estabeleceu-se como um chefe menor entre os Tupiniquim do planalto de Piratininga. Ao contrário do Bacharel hostil, Ramalho ajudou os portugueses a estabelecerem-se em São Vicente (1532) e mais tarde em São Paulo, cerca de 1550.
- Zé do Telhado Foi-lhe comutada a pena aplicada na de 15 anos de degredo, em 28 de setembro de 1863. Era conhecido por roubar aos ricos e dar aos Pobres, sendo para muitos o "Robin dos Bosques" Português. Viveu em Malanje. Casou-se com uma angolana, Conceição, de quem teve três filhos. Conhecido entre os locais como o kimuezo – homem de barbas grandes –, viveu desafogadamente.
- João Chagas, jornalista e político que cumpriu pena entre 1892-1893, e publicou as memórias desse período no seu livro Trabalhos Forçados.[8]
- Jose Quesado Fylgueiras Lima, casou com a baiana Maria Pereira de Castro e foi pai do Capitão-mor do Crato-CE, José Pereira Filgueiras que participou da luta pela Independência do Brasil no Piauí e no Maranhão e da Confederação do Equador.